# Exploratores Boiorum et Tribocorum
Die Exploratores Boiorum et Tribocorum (deutsch Kundschafter der Boier und der Triboker) waren eine römische Auxiliareinheit. Sie ist durch Inschriften belegt. Der Epigraphiker Rainer Wiegels ergänzte den Namen der Einheit nach der nur fragmentiert erhaltenen Grabinschrift des Marcus Cossius Natalis aus Murrhardt mit Numerus exploratorum Boiorum et Tribocorum.

## Namensbestandteile
- Exploratores: Kundschafter oder Späher.

- Boiorum et Tribocorum: der Boier und der Triboker. Die Soldaten wurden bei Aufstellung der Einheit aus den Volksstämmen der Boier und der Triboker rekrutiert.

## Geschichte
Die Exploratores waren möglicherweise seit der Regierungszeit von Hadrian (117–138) beim (oder im) Kastell Benningen stationiert, das von der Cohors XXIV Voluntariorum belegt war. Um 159/161 wurde die Cohors XXIV Voluntariorum ins Kastell Murrhardt verlegt und die Exploratores werden dieser Kohorte, denen sie zugeteilt waren, vermutlich gefolgt sein.

## Standorte
Standorte der Exploratores in der Provinz Germania superior waren möglicherweise:
- Kastell Benningen (Benningen am Neckar): Die Inschrift (CIL 13, 6448) wurde hier gefunden.
- Kastell Murrhardt (Murrhardt): Die Inschrift (AE 1981, 692) wurde hier gefunden.

## Angehörige der Einheit
Ein Angehöriger der Exploratores, M(arcus) Coss[ius] Natali(s), möglicherweise ein Centurio, ist durch die Inschrift (AE 1981, 692) bekannt.